# Alto Hospicio
Alto Hospicio este o comună din provincia Iquique, regiunea Tarapacá, Chile, cu o populație de 94.441 locuitori (2012) și o suprafață de 593,2 km2.